# Akonapi
Akonapi (Akhonapi, Ahkonapi, Akovini), narod iz priča Delaware Indijanaca koji se spominje u Walam Olumu, i s kojima su se Delawarci borili tijekom svojih migracija. Brinton ih identificira s Akovinima iz iste tradicije, i smatra da su živjeli sjeverno od rijeke Ohio u Ohaju ili Indiani. Akovini bi, nadalje prema Brintonu, odgovarali sa Sinako, a Towakon s Towako koji su identificirani kao Ottawe. Ove identifikacije su po Hodgeu korektne jer se zna da među Ottawa Indijancima postoji grupa koja je poznata kao Sinago.

## Vanjske poveznice
- Akonapi Indian Tribe History